# Merd-e Now
Merd-e Now (persiska: مَردونُو, مرد نو) är en ort i Iran.   Den ligger i provinsen Hormozgan, i den södra delen av landet, 1 000 km söder om huvudstaden Teheran. Merd-e Now ligger 426 meter över havet och antalet invånare är 622.
Terrängen runt Merd-e Now är varierad.Runt Merd-e Now är det glesbefolkat, med 11 invånare per kvadratkilometer. Merd-e Now är det största samhället i trakten. Trakten runt Merd-e Now är ofruktbar med lite eller ingen växtlighet.